# Keizerrijk (Hulst)
Keizerrijk is een buurtschap in de gemeente Hulst, in de Nederlandse provincie Zeeland. De in de regio Zeeuws-Vlaanderen gelegen buurtschap bevindt zich ten noordwesten van Vogelwaarde en ten zuidwesten Hengstdijk, tussen de buurtschappen Kamperhoek en Schapershoek. Keizerrijk bestaat een handjevol huizen. De buurtschap is gelegen rond de kruising van de Campensedijk met de Keyzerstraat en Copwijkseweg. Keizerrijk ligt op de grens van de gemeente Hulst met de gemeente Terneuzen. De postcode van de buurtschap is 4581, de postcode van Vogelwaarde.
Stad: Hulst

Dorpen: Clinge · Graauw · Heikant · Hengstdijk · Kapellebrug · Kloosterzande · Kuitaart · Lamswaarde · Nieuw-Namen · Ossenisse · Sint Jansteen · Terhole · Vogelwaarde · Walsoorden

Buurtschappen: Absdale · Baalhoek · Boschkapelle · Catalijnenweg · Delft · Drie Hoefijzers · Duivenhoek · De Eek · Emmadorp · Fluitershoek · Groenendijk · Halfeind · Hoefkesdijk · Hoek en Bosch · 't Hoekje · 't Jagertje · Kalverdijk · Kampen · Kamperhoek · Keizerrijk · De Knapaf/Droogedijk · Knuitershoek · Koelewei · Koningsdijk · De Kraai · Krabbenhoek · Kreverhille · Kruisdorp · Kruispolderhaven · Kruisweg · Het Lammetje · Luntershoek · Margret · Margretschedijk · Molenhoek · Molenhoek · Muggenhoek (deels) · Noordstraat · Het Oliekot · Oostdijk · Ossenhoek · Oude Kaai · Oudemolen · Oude Stoof · Paal · Patrijzendijk · Patrijzenhoek · Pauluspolder · Perkpolder · Prosperdorp · De Rape · Roskam · Roverberg · Ruischendegat · Rustwat · Saswijk · Schapershoek · Scheldevaartshoek · Schuddebeurs · Sluis/Drie Gezusters · Statenboom · Stoppeldijk (Rapenburg) · Stoppeldijkveer (deels) · Strooienstad · Tasdijk · Tivoli · Tragel · Verkorting · Vijfhoek · Vogelfort · Walenhoek · Zandberg · Zeedorp · Zeegat

Historische plaatsen: Boerenmagazijn · Eekenissepolder · Klein Kuitaart · Vitshoek

Zeeland: Steden en dorpen in Zeeland      Nederland: Provincies · Gemeenten